# Klaus Lisiewicz
Klaus Lisiewicz, né le 2 février 1943 à Bensberg, est un footballeur international est-allemand. Il évoluait au poste de milieu de terrain.

## Biographie

### En club
Klaus Lisiewicz commence sa carrière avec le SC Rotation Leipzig en 1961,.
Il devient joueur du BSG Chemie Leipzig en 1963.
Il rejoint le Vorwärts Leipzig en 1967.
Après deux saisons avec le Vorwärts, Lisiewicz revient évoluer sous les couleurs du BSG Chemie. En 1973, il raccroche les crampons.
Au total dans sa carrière, il dispute 172 matchs pour 22 buts marqués en Championnat de RDA. En compétitions européennes, il joue 2 rencontres pour aucun but marqué en Coupe des clubs champions, 2 matchs pour aucun but marqué en Coupe des vainqueurs de coupe et un match pour aucun but marqué en Coupe des villes de foire.

### En équipe nationale
Klaus Lisiewicz fait partie de l'équipe d'Allemagne unifiée médaillée de bronze aux Jeux olympiques 1964. Il dispute un match de phase de groupe contre le Mexique.

## Palmarès
Allemagne unifiée
- Jeux olympiques :
  -  Bronze : 1964.